# توازن هجين
التوازن الهجين في الاتصالات تعبير عن درجة التناظرِ الكهربائيِ بين مقاومة كهربائية موصلتان بجانبين مقترنين إلى ملف (coil) هجين أَو مقاومة هجينة.
لاحظ أن التوازن الهجين يتم التعبير عنه عادة بوحدة الديسيبل (dB).
لاحظ أنه إذا كانت المقاومات الكهربائية الخاصة للفروع الهجينة التي توصل إلى الجوانب المقترنة الهجينينِ في الميزان الهجين قيمها معروفة قد يحسب بصيغة خسارة العودة (return loss).
َتحتوي هذه المقالة مادة من المعيارِ الإتحاديِ 1037 سي (مساندةً لميل إس تي دي 188)، الذي، هو من عمل الحكومة الأمريكية، ولكنه في الملك العام.